# 1799
Portal Geschichte | Portal Biografien | Aktuelle Ereignisse | Jahreskalender | Tagesartikel

◄ |
17. Jahrhundert |
18. Jahrhundert
| 19. Jahrhundert | ►

◄ |
1760er |
1770er |
1780er |
1790er
| 1800er | 1810er | 1820er | ►

◄◄ |
◄ |
1795 |
1796 |
1797 |
1798 |
1799
| 1800 | 1801 | 1802 | 1803 | ► | ►►
Staatsoberhäupter  · Nekrolog   · Musikjahr
| Januar | Januar | Januar | Januar | Januar | Januar | Januar | Januar |
| Kw     | Mo     | Di     | Mi     | Do     | Fr     | Sa     | So     |
| ------ | ------ | ------ | ------ | ------ | ------ | ------ | ------ |
| 1      |        | 1      | 2      | 3      | 4      | 5      | 6      |
| 2      | 7      | 8      | 9      | 10     | 11     | 12     | 13     |
| 3      | 14     | 15     | 16     | 17     | 18     | 19     | 20     |
| 4      | 21     | 22     | 23     | 24     | 25     | 26     | 27     |
| 5      | 28     | 29     | 30     | 31     |        |        |        |

| Februar | Februar | Februar | Februar | Februar | Februar | Februar | Februar |
| Kw      | Mo      | Di      | Mi      | Do      | Fr      | Sa      | So      |
| ------- | ------- | ------- | ------- | ------- | ------- | ------- | ------- |
| 5       |         |         |         |         | 1       | 2       | 3       |
| 6       | 4       | 5       | 6       | 7       | 8       | 9       | 10      |
| 7       | 11      | 12      | 13      | 14      | 15      | 16      | 17      |
| 8       | 18      | 19      | 20      | 21      | 22      | 23      | 24      |
| 9       | 25      | 26      | 27      | 28      |         |         |         |

| März | März | März | März | März | März | März | März |
| Kw   | Mo   | Di   | Mi   | Do   | Fr   | Sa   | So   |
| ---- | ---- | ---- | ---- | ---- | ---- | ---- | ---- |
| 9    |      |      |      |      | 1    | 2    | 3    |
| 10   | 4    | 5    | 6    | 7    | 8    | 9    | 10   |
| 11   | 11   | 12   | 13   | 14   | 15   | 16   | 17   |
| 12   | 18   | 19   | 20   | 21   | 22   | 23   | 24   |
| 13   | 25   | 26   | 27   | 28   | 29   | 30   | 31   |

| April | April | April | April | April | April | April | April |
| Kw    | Mo    | Di    | Mi    | Do    | Fr    | Sa    | So    |
| ----- | ----- | ----- | ----- | ----- | ----- | ----- | ----- |
| 14    | 1     | 2     | 3     | 4     | 5     | 6     | 7     |
| 15    | 8     | 9     | 10    | 11    | 12    | 13    | 14    |
| 16    | 15    | 16    | 17    | 18    | 19    | 20    | 21    |
| 17    | 22    | 23    | 24    | 25    | 26    | 27    | 28    |
| 18    | 29    | 30    |       |       |       |       |       |

| Mai | Mai | Mai | Mai | Mai | Mai | Mai | Mai |
| Kw  | Mo  | Di  | Mi  | Do  | Fr  | Sa  | So  |
| 18  |     |     | 1   | 2   | 3   | 4   | 5   |
| 19  | 6   | 7   | 8   | 9   | 10  | 11  | 12  |
| 20  | 13  | 14  | 15  | 16  | 17  | 18  | 19  |
| 21  | 20  | 21  | 22  | 23  | 24  | 25  | 26  |
| 22  | 27  | 28  | 29  | 30  | 31  |     |     |
| --- | --- | --- | --- | --- | --- | --- | --- |

| Juni | Juni | Juni | Juni | Juni | Juni | Juni | Juni |
| Kw   | Mo   | Di   | Mi   | Do   | Fr   | Sa   | So   |
| ---- | ---- | ---- | ---- | ---- | ---- | ---- | ---- |
| 22   |      |      |      |      |      | 1    | 2    |
| 23   | 3    | 4    | 5    | 6    | 7    | 8    | 9    |
| 24   | 10   | 11   | 12   | 13   | 14   | 15   | 16   |
| 25   | 17   | 18   | 19   | 20   | 21   | 22   | 23   |
| 26   | 24   | 25   | 26   | 27   | 28   | 29   | 30   |

| Juli | Juli | Juli | Juli | Juli | Juli | Juli | Juli |
| Kw   | Mo   | Di   | Mi   | Do   | Fr   | Sa   | So   |
| ---- | ---- | ---- | ---- | ---- | ---- | ---- | ---- |
| 27   | 1    | 2    | 3    | 4    | 5    | 6    | 7    |
| 28   | 8    | 9    | 10   | 11   | 12   | 13   | 14   |
| 29   | 15   | 16   | 17   | 18   | 19   | 20   | 21   |
| 30   | 22   | 23   | 24   | 25   | 26   | 27   | 28   |
| 31   | 29   | 30   | 31   |      |      |      |      |

| August | August | August | August | August | August | August | August |
| Kw     | Mo     | Di     | Mi     | Do     | Fr     | Sa     | So     |
| ------ | ------ | ------ | ------ | ------ | ------ | ------ | ------ |
| 31     |        |        |        | 1      | 2      | 3      | 4      |
| 32     | 5      | 6      | 7      | 8      | 9      | 10     | 11     |
| 33     | 12     | 13     | 14     | 15     | 16     | 17     | 18     |
| 34     | 19     | 20     | 21     | 22     | 23     | 24     | 25     |
| 35     | 26     | 27     | 28     | 29     | 30     | 31     |        |

| September | September | September | September | September | September | September | September |
| Kw        | Mo        | Di        | Mi        | Do        | Fr        | Sa        | So        |
| --------- | --------- | --------- | --------- | --------- | --------- | --------- | --------- |
| 35        |           |           |           |           |           |           | 1         |
| 36        | 2         | 3         | 4         | 5         | 6         | 7         | 8         |
| 37        | 9         | 10        | 11        | 12        | 13        | 14        | 15        |
| 38        | 16        | 17        | 18        | 19        | 20        | 21        | 22        |
| 39        | 23        | 24        | 25        | 26        | 27        | 28        | 29        |
| 40        | 30        |           |           |           |           |           |           |

| Oktober | Oktober | Oktober | Oktober | Oktober | Oktober | Oktober | Oktober |
| Kw      | Mo      | Di      | Mi      | Do      | Fr      | Sa      | So      |
| ------- | ------- | ------- | ------- | ------- | ------- | ------- | ------- |
| 40      |         | 1       | 2       | 3       | 4       | 5       | 6       |
| 41      | 7       | 8       | 9       | 10      | 11      | 12      | 13      |
| 42      | 14      | 15      | 16      | 17      | 18      | 19      | 20      |
| 43      | 21      | 22      | 23      | 24      | 25      | 26      | 27      |
| 44      | 28      | 29      | 30      | 31      |         |         |         |

| November | November | November | November | November | November | November | November |
| Kw       | Mo       | Di       | Mi       | Do       | Fr       | Sa       | So       |
| -------- | -------- | -------- | -------- | -------- | -------- | -------- | -------- |
| 44       |          |          |          |          | 1        | 2        | 3        |
| 45       | 4        | 5        | 6        | 7        | 8        | 9        | 10       |
| 46       | 11       | 12       | 13       | 14       | 15       | 16       | 17       |
| 47       | 18       | 19       | 20       | 21       | 22       | 23       | 24       |
| 48       | 25       | 26       | 27       | 28       | 29       | 30       |          |

| Dezember | Dezember | Dezember | Dezember | Dezember | Dezember | Dezember | Dezember |
| Kw       | Mo       | Di       | Mi       | Do       | Fr       | Sa       | So       |
| -------- | -------- | -------- | -------- | -------- | -------- | -------- | -------- |
| 48       |          |          |          |          |          |          | 1        |
| 49       | 2        | 3        | 4        | 5        | 6        | 7        | 8        |
| 50       | 9        | 10       | 11       | 12       | 13       | 14       | 15       |
| 51       | 16       | 17       | 18       | 19       | 20       | 21       | 22       |
| 52       | 23       | 24       | 25       | 26       | 27       | 28       | 29       |
| 1        | 30       | 31       |          |          |          |          |          |

| Januar | Januar | Januar | Januar | Januar | Januar | Januar | Januar |
| Kw     | Mo     | Di     | Mi     | Do     | Fr     | Sa     | So     |
| ------ | ------ | ------ | ------ | ------ | ------ | ------ | ------ |
| 1      |        | 1      | 2      | 3      | 4      | 5      | 6      |
| 2      | 7      | 8      | 9      | 10     | 11     | 12     | 13     |
| 3      | 14     | 15     | 16     | 17     | 18     | 19     | 20     |
| 4      | 21     | 22     | 23     | 24     | 25     | 26     | 27     |
| 5      | 28     | 29     | 30     | 31     |        |        |        |

| Februar | Februar | Februar | Februar | Februar | Februar | Februar | Februar |
| Kw      | Mo      | Di      | Mi      | Do      | Fr      | Sa      | So      |
| ------- | ------- | ------- | ------- | ------- | ------- | ------- | ------- |
| 5       |         |         |         |         | 1       | 2       | 3       |
| 6       | 4       | 5       | 6       | 7       | 8       | 9       | 10      |
| 7       | 11      | 12      | 13      | 14      | 15      | 16      | 17      |
| 8       | 18      | 19      | 20      | 21      | 22      | 23      | 24      |
| 9       | 25      | 26      | 27      | 28      |         |         |         |

| März | März | März | März | März | März | März | März |
| Kw   | Mo   | Di   | Mi   | Do   | Fr   | Sa   | So   |
| ---- | ---- | ---- | ---- | ---- | ---- | ---- | ---- |
| 9    |      |      |      |      | 1    | 2    | 3    |
| 10   | 4    | 5    | 6    | 7    | 8    | 9    | 10   |
| 11   | 11   | 12   | 13   | 14   | 15   | 16   | 17   |
| 12   | 18   | 19   | 20   | 21   | 22   | 23   | 24   |
| 13   | 25   | 26   | 27   | 28   | 29   | 30   | 31   |

| April | April | April | April | April | April | April | April |
| Kw    | Mo    | Di    | Mi    | Do    | Fr    | Sa    | So    |
| ----- | ----- | ----- | ----- | ----- | ----- | ----- | ----- |
| 14    | 1     | 2     | 3     | 4     | 5     | 6     | 7     |
| 15    | 8     | 9     | 10    | 11    | 12    | 13    | 14    |
| 16    | 15    | 16    | 17    | 18    | 19    | 20    | 21    |
| 17    | 22    | 23    | 24    | 25    | 26    | 27    | 28    |
| 18    | 29    | 30    |       |       |       |       |       |

| Mai | Mai | Mai | Mai | Mai | Mai | Mai | Mai |
| Kw  | Mo  | Di  | Mi  | Do  | Fr  | Sa  | So  |
| 18  |     |     | 1   | 2   | 3   | 4   | 5   |
| 19  | 6   | 7   | 8   | 9   | 10  | 11  | 12  |
| 20  | 13  | 14  | 15  | 16  | 17  | 18  | 19  |
| 21  | 20  | 21  | 22  | 23  | 24  | 25  | 26  |
| 22  | 27  | 28  | 29  | 30  | 31  |     |     |
| --- | --- | --- | --- | --- | --- | --- | --- |

| Juni | Juni | Juni | Juni | Juni | Juni | Juni | Juni |
| Kw   | Mo   | Di   | Mi   | Do   | Fr   | Sa   | So   |
| ---- | ---- | ---- | ---- | ---- | ---- | ---- | ---- |
| 22   |      |      |      |      |      | 1    | 2    |
| 23   | 3    | 4    | 5    | 6    | 7    | 8    | 9    |
| 24   | 10   | 11   | 12   | 13   | 14   | 15   | 16   |
| 25   | 17   | 18   | 19   | 20   | 21   | 22   | 23   |
| 26   | 24   | 25   | 26   | 27   | 28   | 29   | 30   |

| Juli | Juli | Juli | Juli | Juli | Juli | Juli | Juli |
| Kw   | Mo   | Di   | Mi   | Do   | Fr   | Sa   | So   |
| ---- | ---- | ---- | ---- | ---- | ---- | ---- | ---- |
| 27   | 1    | 2    | 3    | 4    | 5    | 6    | 7    |
| 28   | 8    | 9    | 10   | 11   | 12   | 13   | 14   |
| 29   | 15   | 16   | 17   | 18   | 19   | 20   | 21   |
| 30   | 22   | 23   | 24   | 25   | 26   | 27   | 28   |
| 31   | 29   | 30   | 31   |      |      |      |      |

| August | August | August | August | August | August | August | August |
| Kw     | Mo     | Di     | Mi     | Do     | Fr     | Sa     | So     |
| ------ | ------ | ------ | ------ | ------ | ------ | ------ | ------ |
| 31     |        |        |        | 1      | 2      | 3      | 4      |
| 32     | 5      | 6      | 7      | 8      | 9      | 10     | 11     |
| 33     | 12     | 13     | 14     | 15     | 16     | 17     | 18     |
| 34     | 19     | 20     | 21     | 22     | 23     | 24     | 25     |
| 35     | 26     | 27     | 28     | 29     | 30     | 31     |        |

| September | September | September | September | September | September | September | September |
| Kw        | Mo        | Di        | Mi        | Do        | Fr        | Sa        | So        |
| --------- | --------- | --------- | --------- | --------- | --------- | --------- | --------- |
| 35        |           |           |           |           |           |           | 1         |
| 36        | 2         | 3         | 4         | 5         | 6         | 7         | 8         |
| 37        | 9         | 10        | 11        | 12        | 13        | 14        | 15        |
| 38        | 16        | 17        | 18        | 19        | 20        | 21        | 22        |
| 39        | 23        | 24        | 25        | 26        | 27        | 28        | 29        |
| 40        | 30        |           |           |           |           |           |           |

| Oktober | Oktober | Oktober | Oktober | Oktober | Oktober | Oktober | Oktober |
| Kw      | Mo      | Di      | Mi      | Do      | Fr      | Sa      | So      |
| ------- | ------- | ------- | ------- | ------- | ------- | ------- | ------- |
| 40      |         | 1       | 2       | 3       | 4       | 5       | 6       |
| 41      | 7       | 8       | 9       | 10      | 11      | 12      | 13      |
| 42      | 14      | 15      | 16      | 17      | 18      | 19      | 20      |
| 43      | 21      | 22      | 23      | 24      | 25      | 26      | 27      |
| 44      | 28      | 29      | 30      | 31      |         |         |         |

| November | November | November | November | November | November | November | November |
| Kw       | Mo       | Di       | Mi       | Do       | Fr       | Sa       | So       |
| -------- | -------- | -------- | -------- | -------- | -------- | -------- | -------- |
| 44       |          |          |          |          | 1        | 2        | 3        |
| 45       | 4        | 5        | 6        | 7        | 8        | 9        | 10       |
| 46       | 11       | 12       | 13       | 14       | 15       | 16       | 17       |
| 47       | 18       | 19       | 20       | 21       | 22       | 23       | 24       |
| 48       | 25       | 26       | 27       | 28       | 29       | 30       |          |

| Dezember | Dezember | Dezember | Dezember | Dezember | Dezember | Dezember | Dezember |
| Kw       | Mo       | Di       | Mi       | Do       | Fr       | Sa       | So       |
| -------- | -------- | -------- | -------- | -------- | -------- | -------- | -------- |
| 48       |          |          |          |          |          |          | 1        |
| 49       | 2        | 3        | 4        | 5        | 6        | 7        | 8        |
| 50       | 9        | 10       | 11       | 12       | 13       | 14       | 15       |
| 51       | 16       | 17       | 18       | 19       | 20       | 21       | 22       |
| 52       | 23       | 24       | 25       | 26       | 27       | 28       | 29       |
| 1        | 30       | 31       |          |          |          |          |          |

## Ereignisse

### Politik und Weltgeschehen

#### Ägyptische Expedition

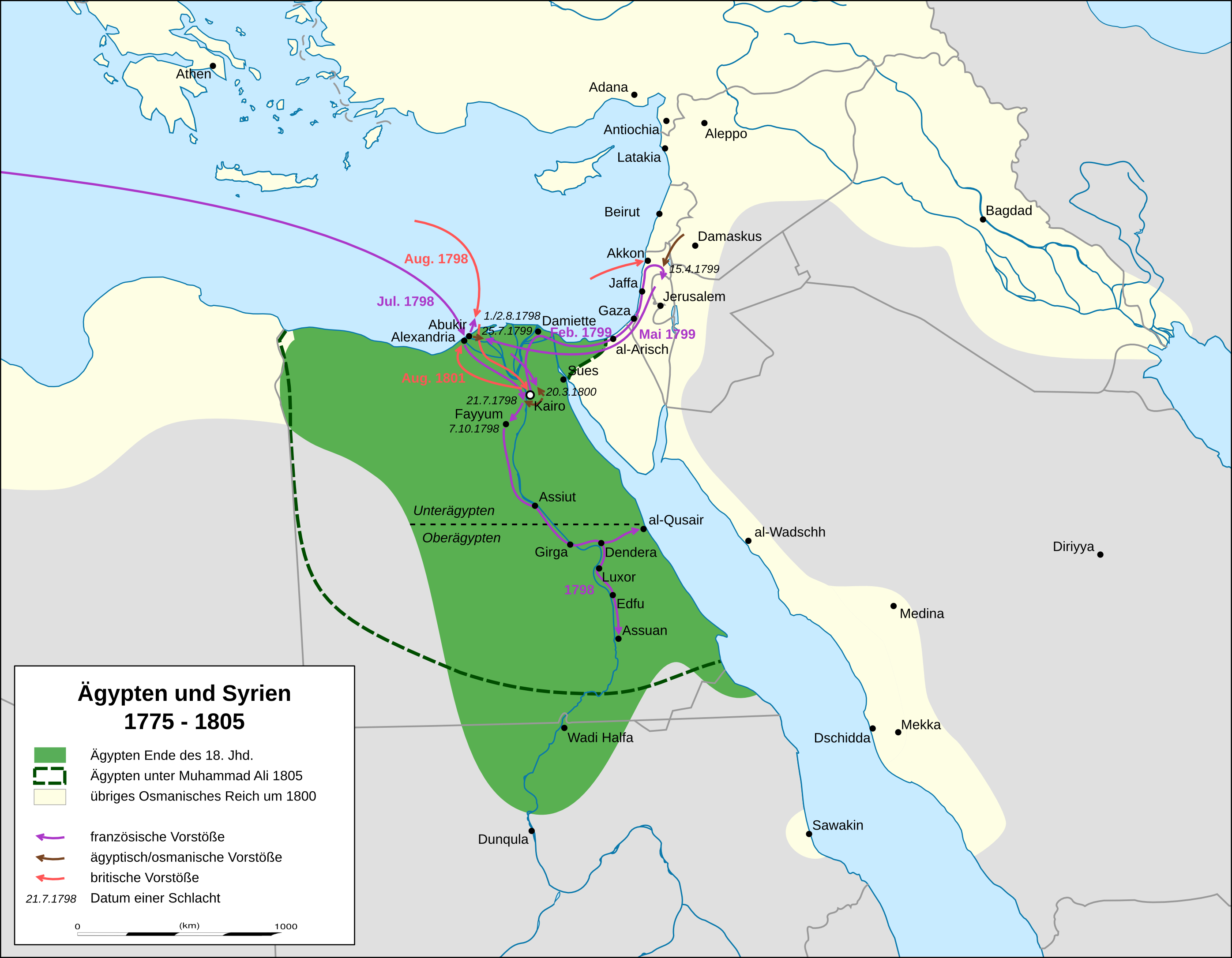
Ägypten und Syrien während des Feldzugs

- 19. Februar: Nach 11-tägiger Belagerung fällt die Stadt al-Arisch in die Hände der französischen Truppen Napoleon Bonapartes. Die Stadtmauer wird geschleift.
- 3. bis 7. März: Die Belagerung von Jaffa endet mit der Eroberung der Stadt, worauf es mit Napoleons Billigung zu einem mehrtägigen Massaker kommt, bei dem Tausende von osmanischen Gefangenen, die meisten davon Albaner, erschossen oder mit Bajonetten erstochen werden.
- 20. März: Im Rahmen der Ägyptischen Expedition beginnt die Belagerung von Akkon. Die Franzosen wollen die strategisch wichtige Hafenstadt in ihre Hand bekommen.

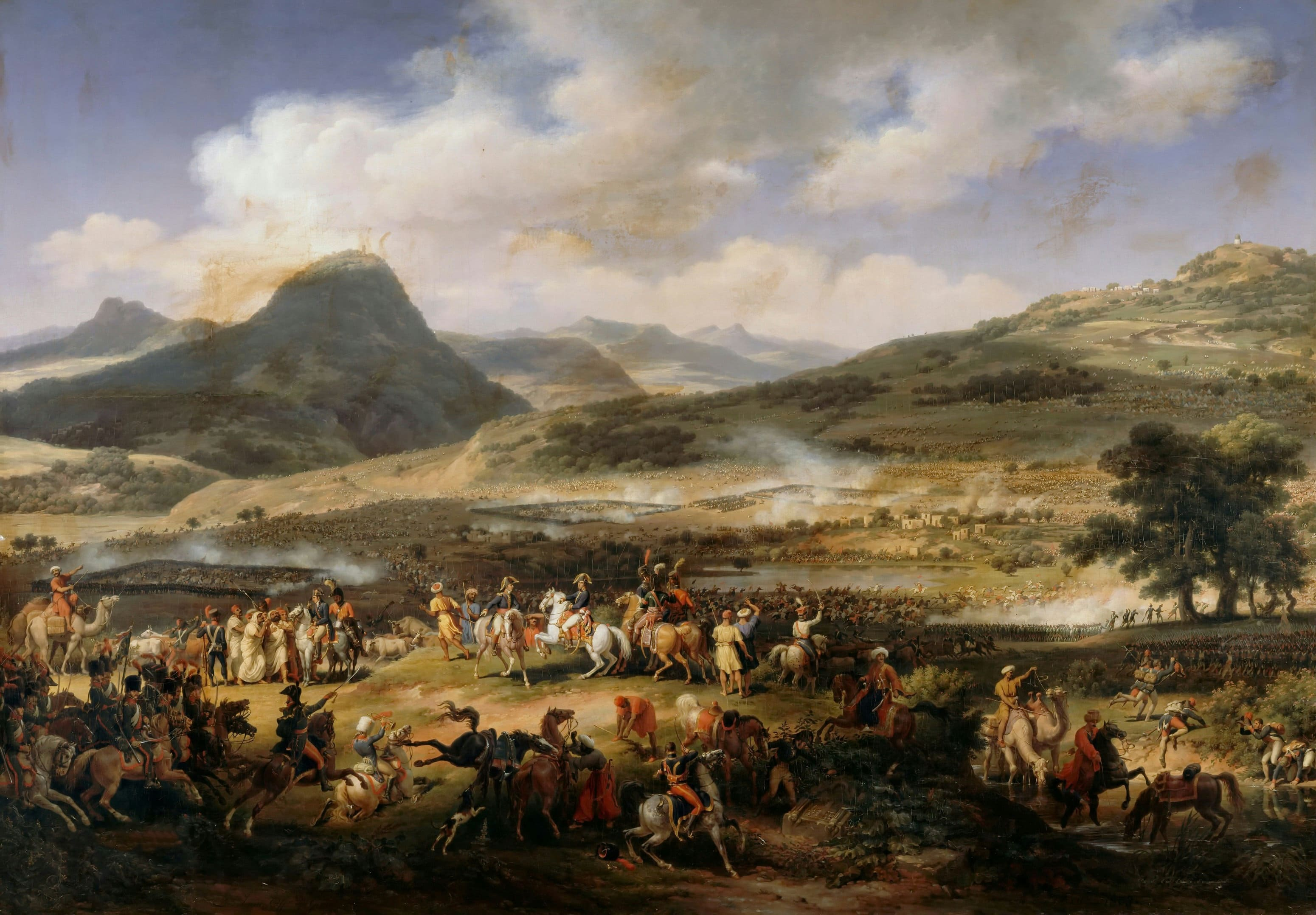
Schlacht am Berg Tabor, Gemälde von Louis-François Lejeune

- 16. April: In der Schlacht am Berg Tabor wird bei Napoleons Ägyptenfeldzug ein osmanisches Entsatzheer für Akkon von zahlenmäßig weit unterlegenen französischen Soldaten besiegt und in die Flucht geschlagen.
- 21. Mai: Nachdem in seinem Lager die Beulenpest ausgebrochen ist, muss Napoleon die Belagerung von Akkon abbrechen. Er zieht sich zunächst nach Jaffa, später nach Ägypten zurück.

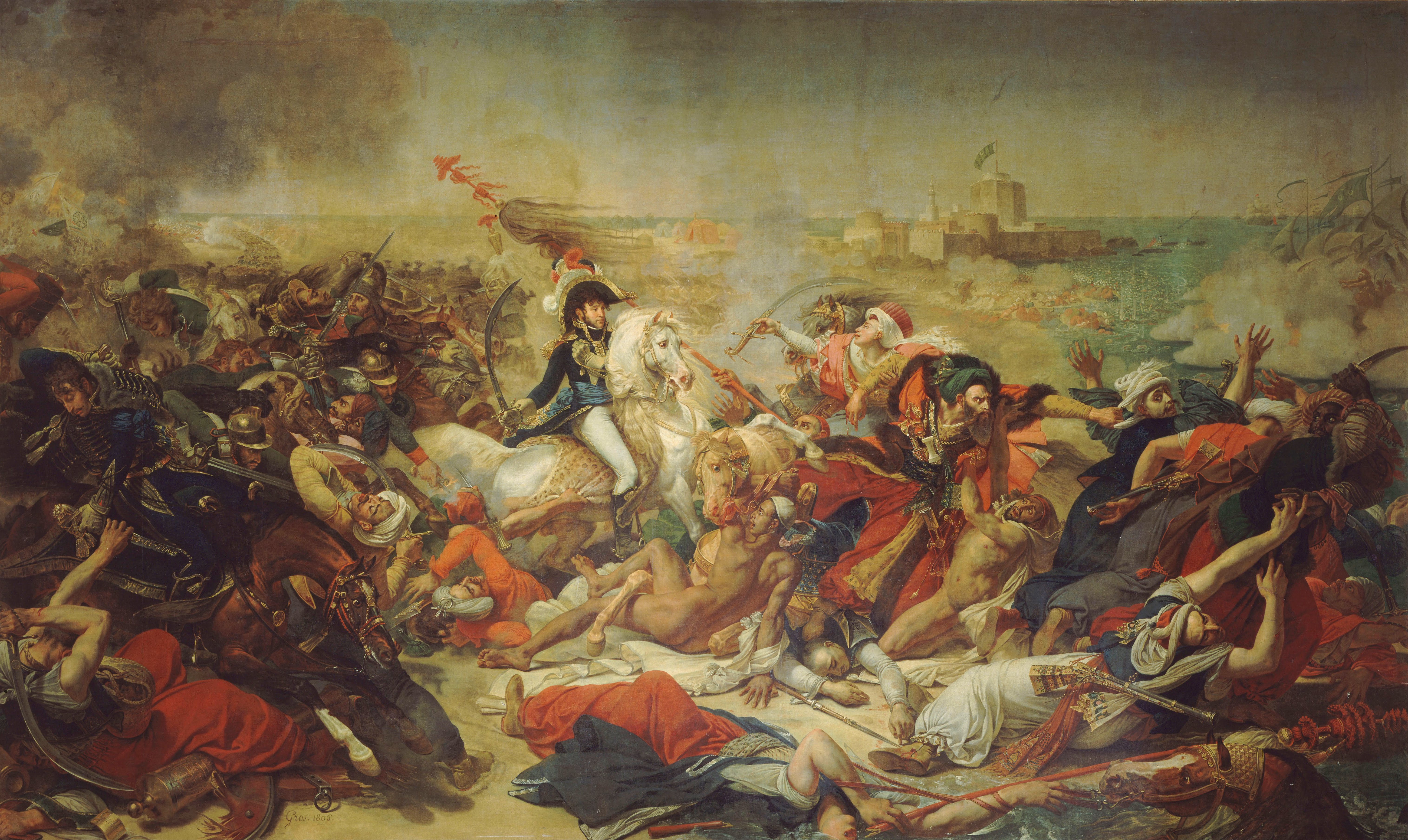
Antoine-Jean Gros: Schlacht bei Abukir (1806)

- 25. Juli: Napoleon Bonaparte besiegt eine osmanische Streitmacht in der Schlacht von Abukir in Ägypten. Am 2. August fällt auch das Fort von Abukir in französische Hände.
- 23. August: Napoleon kehrt nach Frankreich zurück und übergibt das Kommando in Ägypten General Jean-Baptiste Kléber. Er hinterlässt seinem Nachfolger eine desolate Armee.

#### Französische Revolution und Koalitionskriege
- 3. Januar: Russisch-Türkisches Bündnis gegen Frankreich

Flagge der Parthenopäischen Republik bis 3. Februar 1799

- 22. Januar: Neapolitanische Patrioten rufen während der Eroberung Neapels durch französische Truppen die kurzlebige Parthenopäische Republik aus.
- 23. Januar: Eine französische Armee unter Jean-Étienne Championnet erobert nach harten Gefechten Neapel, die Hauptstadt des Königreichs beider Sizilien.
- 12. März: Beginn des Zweiten Koalitionskrieges
- 21. März: Erster Kampf im Zweiten Koalitionskrieg ist die Schlacht bei Ostrach. Die österreichische Armee unter Führung von Erzherzog Karl von Österreich-Teschen schlägt in Süddeutschland eingedrungene französische Truppen unter General Jean-Baptiste Jourdan, welche nach Stockach zurückweichen.
- 25. März: Der Zweite Koalitionskrieg bringt den österreichischen Heereseinheiten unter Führung von Erzherzog Karl von Österreich-Teschen einen erneuten Sieg über die französische Donauarmee unter General Jean-Baptiste Jourdan in der Schlacht bei Stockach. Jourdan verliert wegen der zweiten Niederlage innerhalb von vier Tagen sein Kommando.
- 27. April: Die Russen und die Österreicher besiegen die Franzosen in der Schlacht an der Adda.
- 29. April: Beim nie aufgeklärten Rastatter Gesandtenmord sterben zwei französische Diplomaten. Die Tat beendet den Rastatter Kongress und verhindert eine frühe friedensvertragliche Einigung zwischen Frankreich und Österreich im zweiten Koalitionskrieg.

Gefecht bei Winterthur

- 27. Mai: Im Gefecht bei Winterthur besiegten österreichische Truppen ein französisches Heer bei Winterthur in der Schweiz.

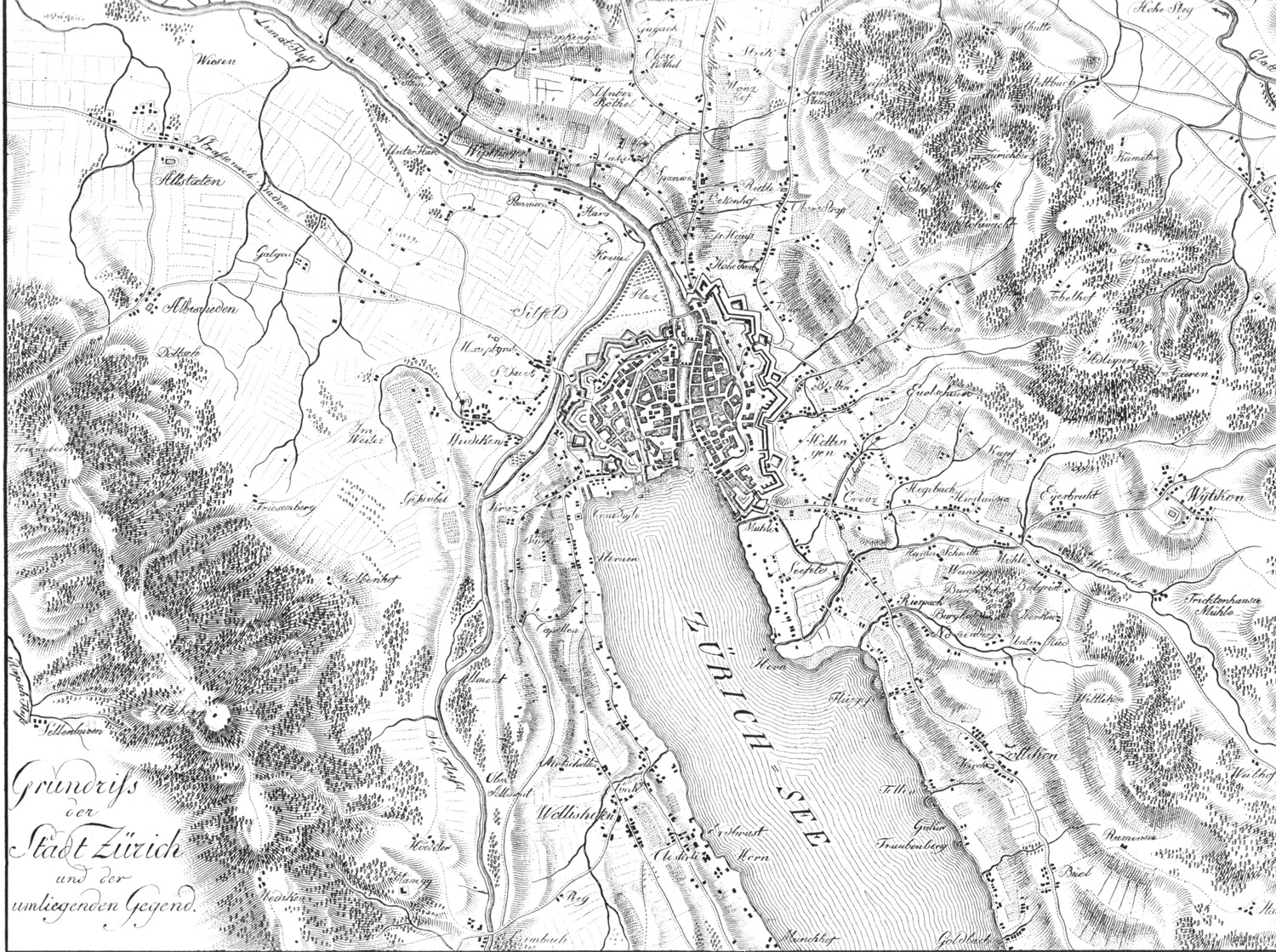
Zürich um 1800

- 4. Juni: Im Zweiten Koalitionskrieg besiegen österreichische Truppen unter dem Kommando von Erzherzog Karl in der Ersten Schlacht von Zürich die von André Masséna in der Schweiz befehligte französische Armee.
- 18. Juni: Französische Revolution: In Paris misslingt der unblutige jakobinische Staatsstreich des 30. Prairial VII. Louis-Marie de La Révellière-Lépeaux und Philippe-Antoine Merlin müssen zurücktreten.
- 19. Juni: In der Schlacht an der Trebbia schlagen im Zweiten Koalitionskrieg österreichische Einheiten unter Michael von Melas gemeinsam mit russischen Truppen unter Alexander Wassiljewitsch Suworow, der den Oberbefehl hat, die französische Armee unter Jacques MacDonald. Oberitalien geht militärisch den Franzosen verloren.

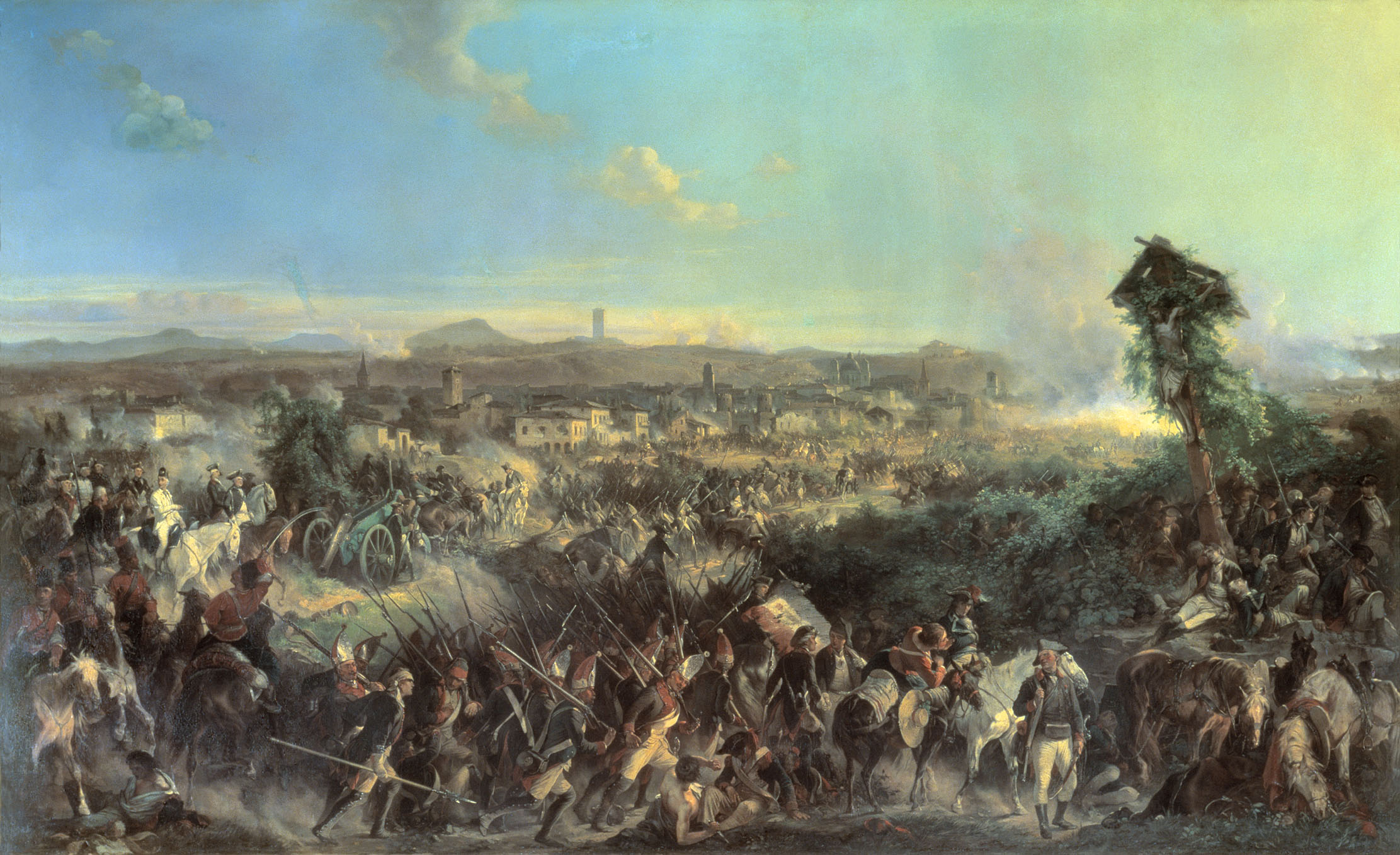
Schlacht bei Novi, Alexander Kotzebue

- 15. August: In der Schlacht bei Novi siegt während des Zweiten Koalitionskriegs die russisch-österreichische Streitmacht über die französischen Truppen.
- 30. August: Durch die Kapitulation im Vlieter wird das letzte kampfstarke niederländische Marinegeschwader an die britische Royal Navy ausgeliefert.

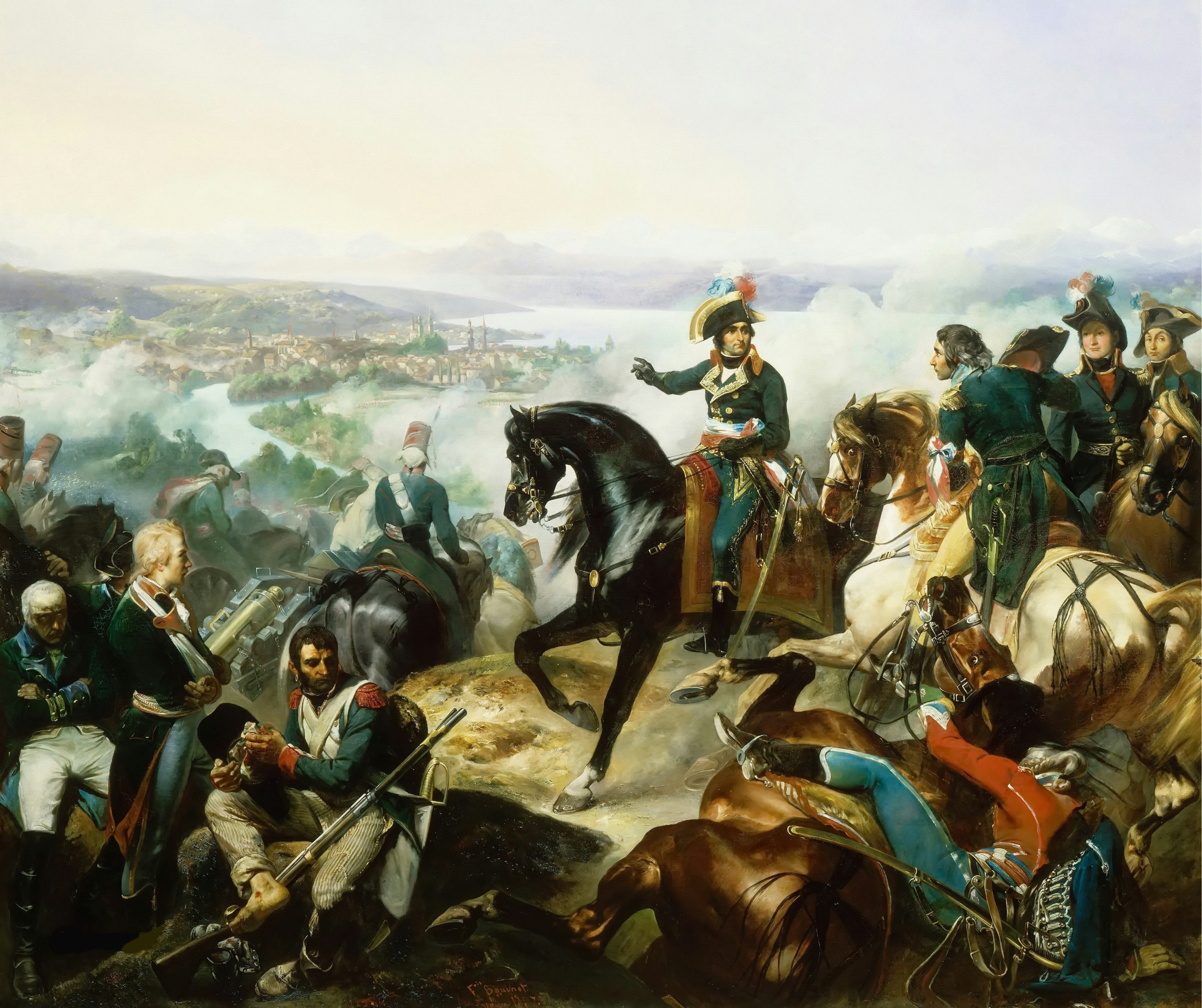
François Bouchot: Zweite Schlacht bei Zürich

- 25./26. September: Nach dem Limmatübergang bei Dietikon besiegen die Franzosen unter André Massena in der Zweiten Schlacht bei Zürich die Russen unter Alexander Korsakow; gleichzeitig unterliegen die Österreicher unter Friedrich von Hotze (gefallen) bei Schänis den Franzosen unter Jean-de-Dieu Soult.

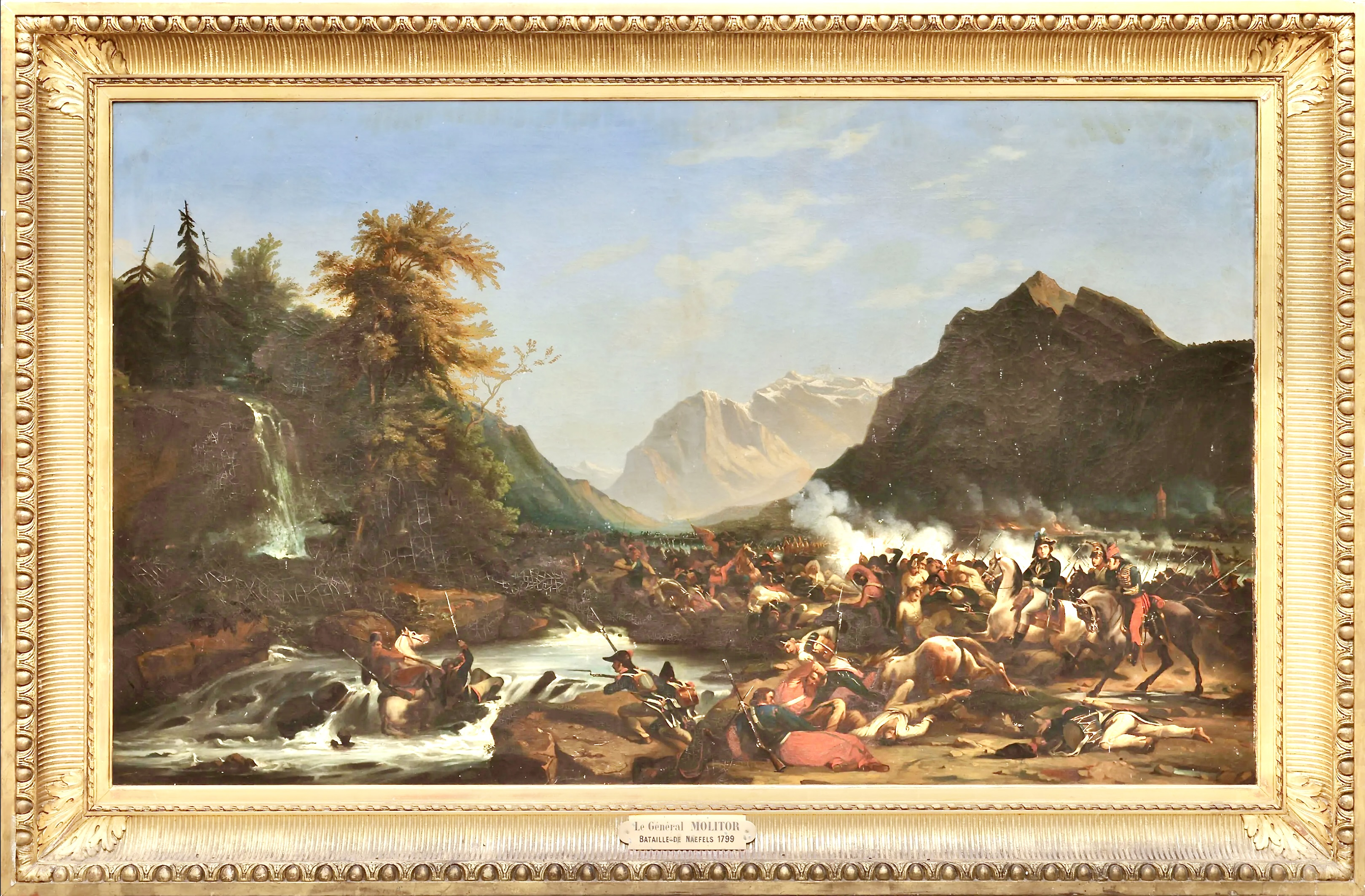
Schlacht bei Näfels

- 1. Oktober: In der Schlacht bei Näfels besiegen die Franzosen unter Gabriel Molitor die russische Vorhut unter Pjotr Bagration und zwingen damit die Armee von Alexander Suworow zum Rückzug aus der Helvetischen Republik.
- 9. Oktober: Napoleon Bonaparte kehrt aus Ägypten nach Frankreich zurück.
- 9. November: Sturz des französischen Direktoriums nach dem Staatsstreich des 18. Brumaire VIII
- 10. November: Napoleon Bonaparte wird vom Rumpfparlament unter Druck des Militärs zum Ersten Konsul ernannt.
- 13. Dezember: Erster Konsul Napoleon Bonaparte erklärt die Französische Revolution für beendet.
- 24. Dezember: Die Verfassung des Konsulats (Verfassung des Jahres VIII) tritt in Kraft. Ende der Französischen Revolution.

#### Weitere Ereignisse in Europa

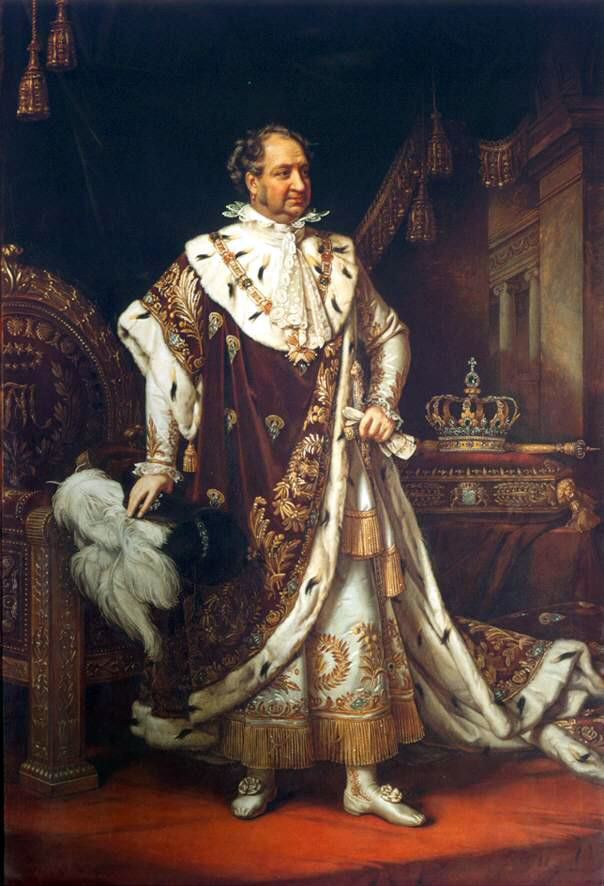
Maximilian I. Joseph von Bayern im Krönungsornat

- 16. Februar: Es kommt zum Thronwechsel im Kurfürstentum Bayern. Auf Kurfürst Karl Theodor folgt nach dessen Tod Maximilian IV. Joseph.

#### Amerika
New York verabschiedet ein Gesetz zur schrittweise erfolgenden Freilassung der Sklaven. Das Gesetz sieht vor, dass Frauen, die nach dem 4. Juli 1799 als Kind einer Sklavin geboren werden, mit der Vollendung des 25. Lebensjahres die Freiheit erhalten sollen. Männer, auf die Entsprechendes zutrifft, erhalten die Freiheit im Alter von 28 Jahren. Sklaven, die vor dem 4. Juli 1799 geboren sind, sollen zeitlebens Sklaven bleiben, werden jedoch als Schuldknechte klassifiziert.

### Wirtschaft

#### Geldwirtschaft
- 19. März: In der Helvetischen Republik wird der Franken eingeführt; damit wird erstmals eine gesamtschweizerische Währung geschaffen.

#### Handelskompanien
- 31. Dezember: Die bankrotte Niederländische Ostindien-Kompanie wird formell für aufgelöst erklärt.
- Mittels Ukas gründet der russische Zar Paul I. die Russisch-Amerikanische Kompagnie. Die halbstaatliche Handelskompanie erhält zunächst für zwanzig Jahre das Handelsmonopol in Russisch-Amerika, das zu diesem Zeitpunkt die Aleuten, Alaska und Territorien auf dem nordamerikanischen Festland bis hinunter zum 55. Breitengrad umfasst. Erster Gouverneur der Kompagnie wird Alexander Andrejewitsch Baranow.

#### Patente
- 18. Januar: Der Franzose Nicholas-Louis Robert erhält ein Patent auf die von ihm im Vorjahr erfundene Langsiebpapiermaschine.

### Wissenschaft und Technik
- 29. Juni: Im Sternbild Herkules entdeckt der Astronom Wilhelm Herschel die später als NGC 6389 katalogisierte Spiralgalaxie.
- 15. Juli: Der Stein von Rosette wird bei Rosetta in Ägypten vom napoleonischen Offizier Pierre François Xavier Bouchard gefunden.

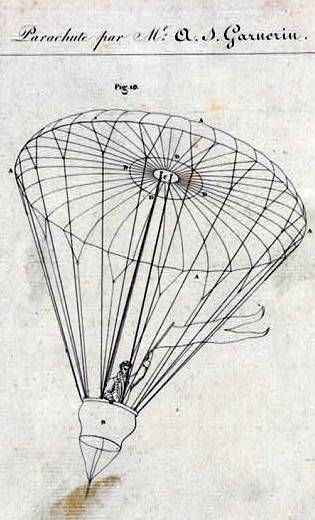
Zeichnung des von Garnerin erfundenen Fallschirms, mit dem Jeanne Labrosse absprang

- 12. Oktober: Jeanne Labrosse unternimmt aus 900 Metern Höhe als erste Frau der Welt einen Fallschirmabstieg aus einem Ballon mit dem von ihrem Mann André-Jacques Garnerin entwickelten Fallschirm. Dieser ist dabei an der Gondel des Ballons befestigt, die nach Abtrennung der Ballonhülle mit Labrosse an Bord zu Boden sinkt. 10 Tage später springt die rund achtjährige Tochter der beiden, Elise Garnerin, mit einem Fallschirm aus 1000 Metern Höhe.
- 12. November: Mit der Beobachtung und Beschreibung eines Meteorstroms der Leoniden über Cumaná im heutigen Venezuela liefert Alexander von Humboldt die Grundlage für die spätere Erkenntnis, dass solche Himmelsereignisse periodisch auftreten.
- 10. Dezember: Frankreich entscheidet sich als erstes Land für das metrische System und bewahrt den Urmeter aus Platin auf.
- 19. Dezember: Wilhelm Herschel beobachtet im Sternbild Eridanus die Galaxien NGC 1377 und NGC 1482.
- Alessandro Volta schaltet galvanische Elemente in Serie (Voltasäule oder Tassenapparat genannt)

### Kultur

#### Bildende Kunst
- Das Musée des Beaux-Arts in Dijon wird mit zwei Ausstellungsräumen erstmals für die Öffentlichkeit zugänglich.

#### Musik und Theater

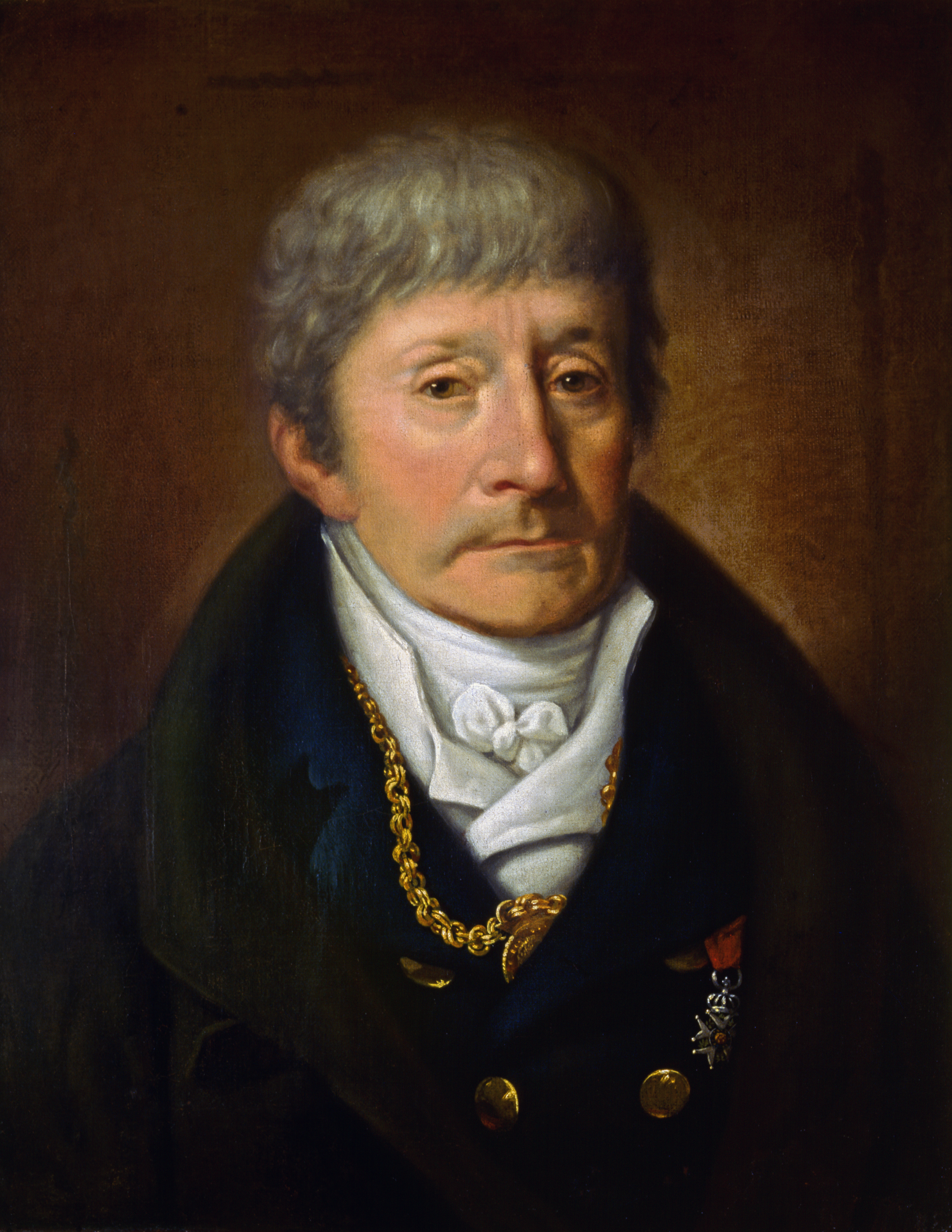
Antonio Salieri, Gemälde von Willibrord Joseph Mähler

- 3. Januar: Am Theater am Kärntnertor in Wien erfolgt die Uraufführung der Oper Falstaff ossia Le tre burle (Falstaff oder Die drei Streiche). Die Oper nach einem Text von Carlo Prospero De Franceschi auf der Grundlage der Komödie The Merry Wives of Windsor von William Shakespeare ist ein außerordentlicher Erfolg. Zahlreiche Nummern müssen wiederholt werden, der Komponist Antonio Salieri wird mehrfach vor den Vorhang geholt.
- 23. Februar: Die Uraufführung der Oper La Punition von Luigi Cherubini findet am Théâtre Feydeau in Paris statt.
- 21. März: Die Oper Dankgefühl einer Geretteten von Johann Nepomuk Hummel wird in Wien uraufgeführt.
- 15. April: Die Uraufführung der Oper Montano et Stéphanie von Henri Montan Berton erfolgt an der Opéra-Comique in Paris.
- 23. Mai: Die weltliche Kantate Der Tyroler Landsturm von Antonio Salieri und Joseph Franz Ratschky wird im k.k. Redoutensaal in Wien uraufgeführt.
- 30. Mai: Nach mehr als fünf Jahren Spielverbot durch den Wohlfahrtsausschuss darf in Paris die wiedervereinigte Comédie-Française wieder Vorstellungen geben.

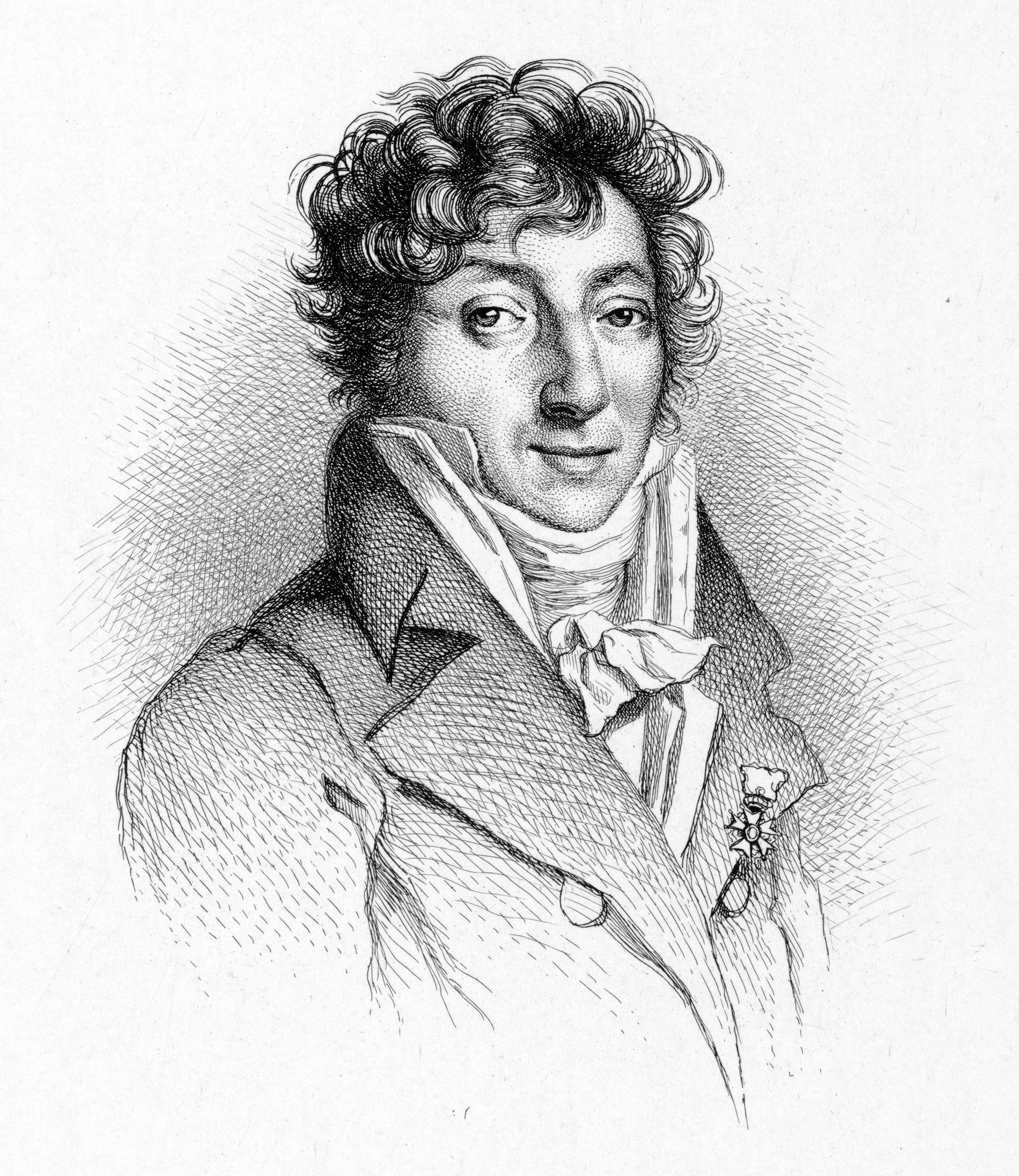
Henri Montan Berton

- 14. Juni: Die Oper La Nouvelle au camp ou Le Cri de vengeance von Henri Montan Berton wird an der Opéra-Comique in Paris uraufgeführt.
- 30. August: Die Uraufführung der Oper L'Amour bizarre ou Les Projets dérangés von Henri Montan Berton erfolgt ebenfalls an der Opéra-Comique in Paris.
- 7. Dezember: Mit der Oper Le Délire ou Les Suites d'une erreur wird das dritte Werk Henri Montan Bertons in diesem Jahr an der Opéra-Comique in Paris uraufgeführt.
- Ludwig van Beethoven vollendet die Klaviersonate Nr. 8 „Pathétique“.
- Ludwig van Beethoven komponiert 6 Streichquartette, das 1. Streichquartett und das 2. Streichquartett werden 1800 noch einmal überarbeitet.

### Gesellschaft
- 7. Juli: In Frankfurt am Main findet die letzte öffentliche Hinrichtung der Stadtgeschichte statt: Ein Töpfer, der seine Frau getötet hat, wird auf dem Roßmarkt enthauptet.

### Katastrophen
- 20. Februar: Der Blackbrook-Staudamm bei Blackbrook und Shepshed in Leicestershire, Großbritannien, bricht.
- 14. Mai: Die in Bau befindliche Gasco-Talsperre am Fluss Guadarrama bei Galapagar nahe Madrid in Spanien bricht.

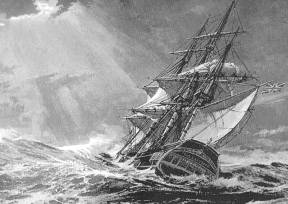
Die HMS Lutine im Sturm

- 9. Oktober: Die britische Fregatte Lutine strandet während eines starken Nordweststurms auf einer Sandbank bei Terschelling. 240 Seeleute lassen beim Untergang ihr Leben, nur einer kann sich retten. Eine Fracht aus geladenem Gold und Silber im damaligen Wert von 1,2 Millionen Pfund versinkt im Meer.

## Geboren

### Januar/Februar
- 01. Januar: Wilhelm Eisenlohr, deutscher Physiker († 1872)
- 06. Januar: Robert Hay, schottischer Reisender, Antiquitätenhändler und Ägyptologe († 1863)
- 17. Januar: Matthias Deymann, deutscher Jurist und Politiker († 1871)
- 23. Jänner: Alois Negrelli von Moldelbe, österreichischer Ingenieur († 1858)
- 26. Januar: Émile Clapeyron, französischer Physiker († 1864)
- 26. Januar: Samuel Gobat, protestantischer Bischof von Jerusalem († 1879)
- 29. Januar: Leonard Wilcox, US-amerikanischer Politiker († 1850)
- 31. Januar: Rodolphe Töpffer, Schweizer Zeichner und Novellist († 1846)
- 01. Februar: Wilhelm Kunst, deutscher Schauspieler († 1859)
- 01. Februar: James Yorke Scarlett, britischer General († 1871)
- 02. Februar: Franz Anton Vaßen, deutscher Geistlicher († 1891)
- 03. Februar: Francis Thomas, US-amerikanischer Politiker († 1876)
- 05. Februar: Gebhard Adolph Friedrich von Krosigk, deutscher Gutsbesitzer und Beamter († 1856)
- 05. Februar: John Lindley, englischer Botaniker († 1865)
- 06. Februar: George Arnott Walker Arnott, schottischer Botaniker († 1868)
- 16. Februar: Friedrich Gotthilf Fritsche, deutscher evangelischer Geistlicher († 1851)
- 16. Februar: Heinrich von Kittlitz, Ornithologe, Naturforscher, Reisender, Zeichner († 1874)
- 17. Februar: Carl Julian von Graba, dänischer Färöer-Forscher († 1874)
- 18. Februar: Ryland Fletcher, US-amerikanischer Politiker († 1885)
- 18. Februar: Johann Nepomuk Hemauer Kanonikus in Regensburg, Beichtvater Ludwigs I. von Bayern († 1872)
- 19. Februar: August Wilhelm Papen, deutscher Militäringenieur, Geodät und Kartograf († 1858)
- 19. Februar: Ferdinand Reich, deutscher Chemiker und Physiker († 1882)
- 19. Februar: Charles Smith Olden, US-amerikanischer Politiker († 1876)
- 23. Februar: Heinrich Friedrich von Itzenplitz, preußischer Staatsmann, Naturwissenschaftler und Jurist († 1883)
- 24. Februar: Siegfried Dehn, deutscher Musiktheoretiker und Kontrapunktlehrer († 1858)
- 27. Februar: Edward Belcher, englischer Polarforscher († 1877)
- 27. Februar: Frederick Catherwood, britischer Architekt, Maler, Archäologe und Forschungsreisender († 1854)
- 28. Februar: Ignaz von Döllinger, katholischer Theologe († 1890)

### März/April
- 01. März: Alexei Werstowski, russischer Komponist († 1862)
- 03. März: Karl Holz, österreichischer Violinist († 1858)
- 06. März: Thomas Witlam Atkinson, englischer Reiseschriftsteller († 1861)
- 07. März: František Ladislav Čelakovský, tschechischer Dichter, Journalist, Übersetzer († 1852)
- 07. März: Ferdinand Meyer, Schweizer Politiker und Historiker († 1840)
- 08. März: Simon Cameron, US-amerikanischer Politiker und Kriegsminister († 1889)
- 16. März: Anna Atkins, englische Botanikerin und Fotopionierin († 1871)
- 18. März: Wilhelm Ludwig Volz, badischer Offizier und Hochschullehrer († 1855)
- 22. März: Friedrich Wilhelm August Argelander, deutscher Astronom († 1875)
- 23. März: Joshua Baker, US-amerikanischer Politiker († 1885)
- 25. März: Jacob Christoph Rad,  Leiter einer Zuckerfabrik und der Erfinder des Würfelzuckers († 1871)
- 26. März: Adolf von Zerzog, deutscher Politiker († 1880)
- 27. März: Alessandro La Marmora, italienischer General der Bersaglieri († 1855)

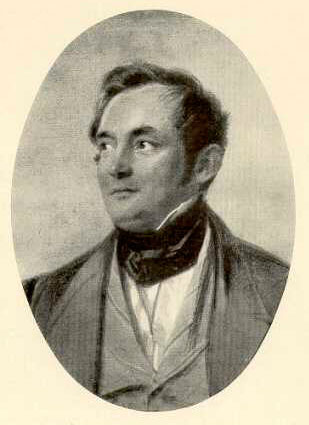
Carl Adolph von Basedow

- 28. März: Carl von Basedow, deutscher Arzt († 1854)
- 29. März: Edward Geoffrey Smith Stanley, britischer Premierminister († 1869)
- 30. März: August Tholuck, deutscher protestantischer Theologe († 1877)
- 01. April: Daniel Jelensperger, französischer Musikwissenschaftler († 1831)
- 03. April: John Pendleton King, US-amerikanischer Politiker († 1888)
- 09. April: Peter Joseph Rottmann, deutscher Mundartdichter († 1881)
- 12. April: Henri Druey, Schweizer Rechtsanwalt, Philosoph und Bundesrat († 1855)
- 12. April: Samuel McRoberts, US-amerikanischer Politiker († 1843)
- 13. April: Ludwig Rellstab, deutscher Journalist, Musikkritiker und Dichter († 1860)
- 14. April: Jacob van Hall, niederländischer Rechtswissenschaftler († 1859)
- 15. April: Constantin Ackermann, deutscher evangelischer Geistlicher († 1877)
- 15. April: Hieronymus Hess, Schweizer Zeichner und Maler († 1850)
- 15. April: Franz Georg Stammann, deutscher Architekt († 1871)
- 15. April: Charles Paine, deutscher Architekt († 1853)
- 16. April: John Wesley Davis, US-amerikanischer Politiker († 1859)
- 17. April: Elizabeth Acton, englische Köchin, Kochbuchautorin und Dichterin († 1859)
- 18. April: John Y. Mason, US-amerikanischer Jurist und Politiker († 1859)
- 23. April: Ferdinand von Westphalen, preußischer Innenminister († 1876)

### Mai/Juni
- 05. Mai: Hermann Friedrich Autenrieth, deutscher Mediziner († 1874)
- 08. Mai: Samuel Dinsmoor junior, US-amerikanischer Politiker († 1869)
- 10. Mai: Wilhelm Adolf Lette, deutscher Sozialpolitiker und Jurist († 1868)
- 12. Mai: Ferdinand Fellner, deutscher Maler († 1859)
- 15. Mai: Hermann Wilhelm Bödeker, evangelischer Pastor († 1875)
- 19. Mai: Moritz Rathenau, Kaufmann und Unternehmer († 1871)

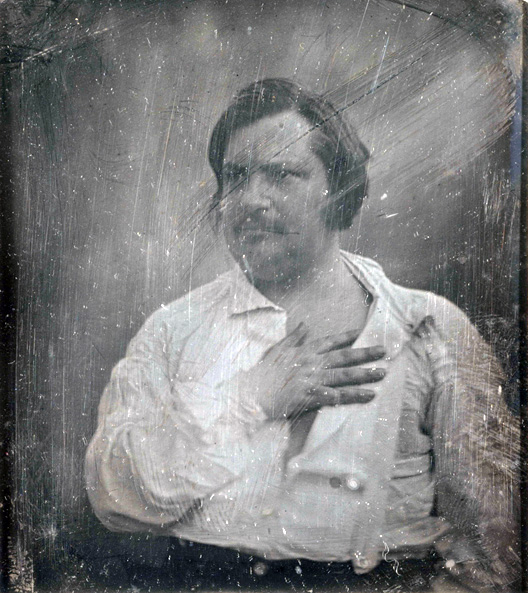
Honoré de Balzac, 1842

- 20. Mai: Honoré de Balzac, französischer Schriftsteller († 1850)
- 20. Mai: Hippolyte de Fontmichel, französischer Komponist († 1874)
- 20. Mai: Friedrich Wilhelm Schubert, deutscher Historiker und Staatskundler († 1868)
- 21. Mai: Mary Anning, wird als eine der ersten Paläontologinnen betrachtet († 1847)
- 26. Mai: Thomas Bornhauser, Schweizer Pfarrer, Publizist und Volksschriftsteller († 1856)
- 26. Mai: August Kopisch, schlesischer Maler und Schriftsteller († 1853)
- 26. Mai: Felipe Poey, kubanischer Naturforscher († 1891)
- 27. Mai: Fromental Halévy, französischer Komponist († 1862)
- 30. Mai: Ferdo Livadić, kroatischer Komponist († 1879)
- 03. Juni: Jacob von Roeser, deutscher Arzt und Reisender († 1862)
- 05. Juni: John Marsh, US-amerikanischer Pionier († 1856)

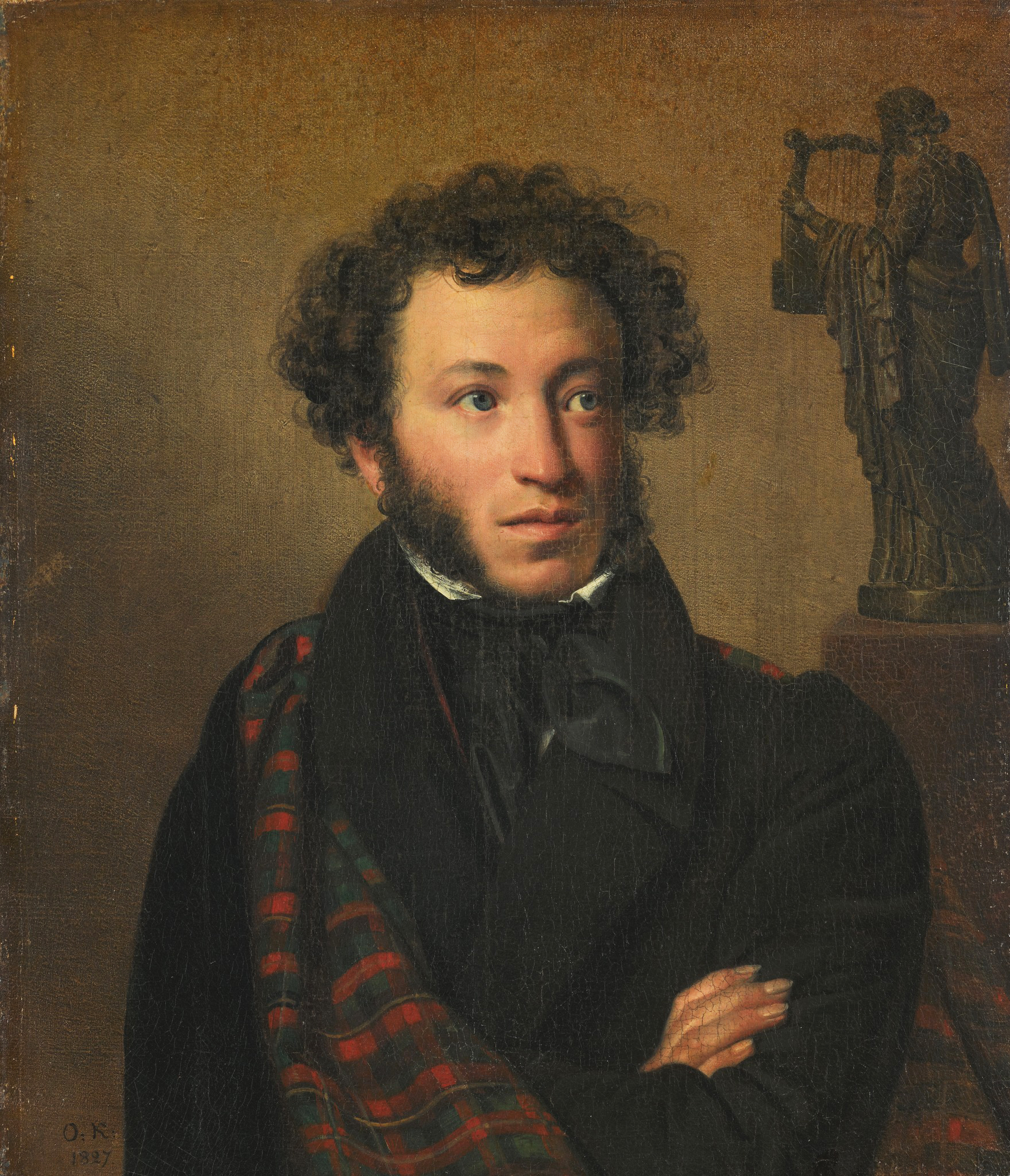
Alexander Puschkin, 1827

- 06. Juni: Alexander Puschkin, russischer Autor und Dichter († 1837)
- 08. Juni: William M. Meredith, US-amerikanischer Politiker († 1873)
- 11. Juni: Ludwig Pernice, deutscher Rechtsgelehrter († 1861)
- 12. Juni: Josiah Harlan, US-amerikanischer Reisender und Abenteurer, König in Afghanistan († 1871)
- 18. Juni: William Lassell, britischer Astronom († 1880)
- 20. Juni: Georg Friedrich Brackebusch, deutscher Freimaurer, Unternehmer und Politiker († 1883)
- 22. Juni: Aloys Fuchs, mährisch-österreichischer Hofkriegsratsbeamter und Hofsänger († 1853)
- 25. Juni: David Douglas, britischer Gärtner, Botaniker und Pflanzenjäger († 1834)
- 28. Juni: Amalie Therese Luise Wilhelmine Philippine, Herzogin von Württemberg und Sachsen-Altenburg († 1848)

### Juli/August
- 04. Juli: András Bartay, ungarischer Komponist († 1854)
- 04. Juli: Oskar I., schwedischer und norwegischer König († 1859)
- 07. Juli: Pierre-Julien Nargeot, französischer Komponist († 1891)
- 09. Juli: Théophile Tilmant, französischer Geiger und Dirigent († 1878)
- 22. Juli: Pauline Marie Jaricot, Gründerin des Werkes der Glaubensverbreitung († 1862)
- 24. Juli: Eduard Dohlhoff, Arzt und Medizinalrat († 1852)
- 10. August: Paul Dillingham, US-amerikanischer Politiker († 1891)
- 10. August: Samuel D. Hubbard, US-amerikanischer Politiker († 1855)
- 11. August: Joachim Barrande, französischer Geologe, Paläontologe und Ingenieur († 1883)
- 13. August: Maximilian von Lerchenfeld-Köfering, deutscher Diplomat († 1859)
- 15. August: Wilhelm Achtermann, deutscher Bildhauer († 1884)
- 17. August: Robert von Mohl, deutscher Staatswissenschaftler († 1875)
- 17. August: Barbu Dimitrie Știrbei, Fürst der Walachei († 1869)
- 17. August: Karlmann Tangl, österreichischer Altphilologe und Historiker († 1866)
- 20. August: Heinrich von Gagern, deutscher Politiker († 1880)
- 21. August: Alexander Robert Reinagle, englischer Organist und Komponist († 1877)
- 22. August: Ferdinand Johannes Wit von Dörring, deutsch-dänischer Schriftsteller, Journalist und Politiker († 1863)

### September/Oktober
- 08. September: Carlo d’Arco, italienischer Kunsthistoriker, Maler und Nationalökonom († 1873)
- 08. September: James Bowman Lindsay, Physiker, Astronom und Erfinder († 1862)
- 10. September: Friedrich August von Ammon, deutscher Augenarzt († 1861)
- 11. September: Jakob Sengler, deutscher Philosoph und katholischer Theologe († 1878)
- 19. September: Samuel Preiswerk, Schweizer reformierter Theologe († 1871)
- 21. September: William Sublette, US-amerikanischer Pelzhändler, Trapper und Mountain Man († 1845)
- 25. September: Luisa Caceres Díaz de Arismendi, venezolanische Nationalheldin († 1866)
- 29. September: Franz Christian Naunyn, Jurist und Oberbürgermeister von Berlin († 1860)
- 04. Oktober: Vincenz Prießnitz, Landwirt und Naturheiler († 1851)
- 06. Oktober: Franz Xaver von Andlaw-Birseck, badischer Diplomat († 1876)
- 11. Oktober: Johann Kaspar Mörikofer, Schweizer Geistlicher und Gelehrter († 1877)
- 15. Oktober: Franklin H. Elmore, US-amerikanischer Politiker († 1850)
- 17. Oktober: Friedrich Ludwig Keller, schweizerischer und preußischer Jurist und Politiker († 1860)
- 17. Oktober: Abraham Watkins Venable, US-amerikanischer Politiker († 1876)
- 18. Oktober: Christian Friedrich Schönbein, deutsch-schweizerischer Chemiker († 1868)
- 23. Oktober: Gottfried Wilhelm Lehmann, einer der Gründungsväter der deutschen Baptisten († 1882)
- 28. Oktober: Ole Gabriel Ueland, norwegischer Politiker († 1870)
- 29. Oktober: Philipp Allmang, deutscher evangelischer Geistlicher und Politiker († 1867)
- 31. Oktober: Michael Anthony Anfossi, indischer Titularbischof und Apostolischer Vikar († 1878)

### November/Dezember
- 03. November: William Sprague, US-amerikanischer Politiker († 1856)
- 08. November: Moses Norris, US-amerikanischer Politiker († 1855)
- 11. November: Charles Bent, US-amerikanischer Politiker († 1847)
- 11. November: George Washington Patterson, US-amerikanischer Politiker († 1879)
- 14. November: Auguste Barbereau, französischer Komponist († 1879)
- 14. November: Carl Heinrich Behn, dänischer Etatsrat († 1853)
- 14. November: Edouard Boilly, französischer Komponist († 1854)
- 15. November: James A. Bayard, US-amerikanischer Politiker († 1880)
- 19. November: René Caillié, französischer Afrikaforscher († 1838)
- 29. November: Amos Bronson Alcott, US-amerikanischer Schriftsteller und Pädagoge († 1888)
- 05. Dezember: Rosina Regina Ahles, deutsche Schauspielerin († 1854)
- 06. Dezember: Johann Heinrich Tanner, Schweizer Politiker und Unternehmer († 1875)
- 16. Dezember: Georg Friedrich Schlatter, evangelischer Pfarrer, Alterspräsident des badischen Revolutionsparlaments († 1875)
- 21. Dezember: David Don, britischer Botaniker († 1841)
- 22. Dezember: Karl II., König von Etrurien, Herzog von Lucca und Herzog von Parma († 1883)
- 23. Dezember: Karl Pawlowitsch Brjullow, russischer Maler und Architekt († 1852)
- 23. Dezember: Friedrich Wilhelm August Vetter, deutscher Mediziner und Balneologe († unbekannt)
- 25. Dezember: Manuel Bulnes Prieto, chilenischer Politiker und General († 1866)
- 25. Dezember: August Riedel, deutscher Maler († 1883)
- 27. Dezember: Serafín Estébanez Calderón, spanischer Schriftsteller († 1867)

### Genaues Geburtsdatum unbekannt
- Philipp Ludwig Arzt, deutscher Unternehmer († 1875)

## Gestorben

### Januar bis April
- 06. Januar: Wilhelm Georg Friedrich von Oranien-Nassau, zweiter Sohn des Erbstatthalters Wilhelm V. der Niederlande (* 1774)
- 09. Januar: Maria Gaetana Agnesi, italienische Mathematikerin und Philanthropin (* 1718)
- 11. Januar: Guillaume Barthez de Marmorières, französischer Ingenieur und Enzyklopädist (* 1707)
- 15. Januar: Johann Heinrich Silbermann, elsässischer Instrumentenbauer, Organist und Komponist (* 1727)
- 22. Januar: Horace-Bénédict de Saussure, Schweizer Naturforscher (* 1740)
- 24. Januar: Henry Tazewell, US-amerikanischer Politiker (* 1753)
- 25. Januar: Georg Heinrich Sieveking, deutscher Unternehmer und Aufklärer (* 1751)
- 31. Januar: Georg Heinrich Borz, deutscher Mathematiker (* 1714)
- 01. Februar: Ferdinand Kobell, deutscher Maler, Kupferstecher und Radierer (* 1740)
- 04. Februar: Francisca Lucia von Korff zu Harkotten und Störmede, vorletzte Äbtissin im Stift Freckenhorst (* 1722)
- 06. Februar: Étienne-Louis Boullée, französischer Architekt (* 1728)
- 07. Februar: Qianlong, Kaiser von China (* 1711)
- 09. Februar: Giovanni Archinto, Kardinal der katholischen Kirche (* 1725)
- 09. Februar: Johann Baptist Babel, deutscher, in der Schweiz tätiger Bildhauer (* 1716)
- 12. Februar: Franz Xaver Duschek, böhmischer Komponist, Cembalist und Pianist (* 1731)
- 12. Februar: Heinrich XIV. Reuß zu Greiz, österreichischer Gesandter in Preußen (* 1749)
- 12. Februar: Lazzaro Spallanzani, italienischer Wissenschaftler (* 1729)
- 16. Februar: Karl Theodor, Pfälzer und bayrischer Kurfürst (* 1724)
- 18. Februar: Constantin Hangerli, Fürst der Walachei
- 18. Februar: Johannes Hedwig, deutscher Botaniker und Arzt (* 1730)
- 20. Februar: Jean-Charles de Borda, französischer Mathematiker und Seemann (* 1733)
- 20. Februar: Georg Christian Unger, deutscher Architekt und Baumeister Friedrichs des Großen (* 1743)
- 24. Februar: Georg Christoph Lichtenberg, deutscher Naturwissenschaftler (* 1742)
- 25. Februar: William Dawes, US-amerikanischer Gerber, Mitglied der Bostoner Miliz im Unabhängigkeitskrieg (* 1745)
- 08. März: Ignaz Ablasser, österreichischer Maler (* 1739)
- 14. März: Maurizio Pedetti, italienischer Architekt (* 1719)
- 11. März: Johann Heinrich Mücke, deutscher Pädagoge und Philologe (* 1735)
- 18. März: Adam Friedrich Oeser, deutscher Maler und Bildhauer (* 1717)
- 20. März: Manuel Antonio Flórez, spanischer Offizier, Kolonialverwalter und Vizekönig von Neugranada und Neuspanien (* 1723)
- 25. März: Karl Aloys zu Fürstenberg, deutscher kaiserlicher Feldmarschallleutnant (* 1760)
- 25. März: Ernst Julius Marx, deutscher Orgelbauer (* 1728)
- 29. März: Helena Dorothea von Schönberg, deutsche Rittergutsherrin und Unternehmerin (* 1729)
- 05. April: Johann Christoph Gatterer, deutscher Historiker (* 1727)
- 10. April: Friederike von Alvensleben, deutsche Schauspielerin (* 1749)
- 19. April: Pieter Hellendaal, niederländischer Komponist, Organist und Violinist (* 1721)
- 28. April: Matthew Griswold, US-amerikanischer Politiker (* 1714)

### Mai bis August
- 12. Mai: Juan Vicente de Güemes, spanischer Kolonialverwalter und Vizekönig von Neuspanien (* 1738)
- 18. Mai: Pierre Augustin Caron de Beaumarchais, französischer Dramatiker (* 1732)
- 21. Mai: Daniel Itzig, königlich preußischer Hoffaktor und Bankier (* 1723)
- 24. Mai: Caspar Frederik Harsdorff, dänischer Architekt (* 1735)
- 25. Mai: Friedrich Carl Willibald von Groschlag zu Dieburg, Diplomat im Dienste des Kurfürstentums Mainz und letzter des Adelsgeschlechts derer von Groschlag (* 1729)
- 26. Mai: James Burnett, schottischer Advokat und Literat (* 1714)
- 06. Juni: Patrick Henry, britisch-amerikanischer Politiker (* 1736)
- 07. Juni: Barbara Campanini, italienische Balletttänzerin (* 1719)
- 07. Juni: Friedrich Wilhelm Kulenkamp, deutscher Jurist (* 1714)
- 18. Juni: Johann André, deutscher Musiker, Komponist und Musikverleger (* 1741)
- 19. Juni: Sophie Amalie Karoline, Fürstin von Hohenlohe-Neuenstein zu Oehringen (* 1732)
- 25. Juni: Gōryū Asada, japanischer Astronom und Anatom (* 1734)
- 04. Juli: Simon Grynaeus, Schweizer evangelischer Geistlicher und Übersetzer (* 1725)
- 10. Juli: Nagasawa Rosetsu, japanischer Maler (* 1754)
- 19. Juli: Jean Baptiste Feronce von Rotenkreutz, Staatsmann im Fürstentum Braunschweig-Wolfenbüttel (* 1723)
- 20. Juli: Karl Friedrich Walch, deutscher Rechtswissenschaftler (* 1734)
- 23. Juli: Elisha Lawrence, US-amerikanischer Politiker (* 1746)
- 28. Juli: Johann Georg Distler, österreichischer Geiger und Komponist (* 1765)
- 04. August: John Bacon der Ältere, britischer Bildhauer (* 1740)
- 06. August: Marcus Élieser Bloch, deutscher Ichthyologe (* 1723)
- 06. August: Franz Georg von Keeß, österreichischer Jurist (* 1747)
- 13. August: Wassili Iwanowitsch Baschenow, russischer Architekt und Maler (* 1737)
- 15. August: Barthélemy-Catherine Joubert, französischer General (* 1769)
- 17. August: Christian Heinrich Spieß, deutscher Schauspieler, Dramatiker und Schriftsteller (* 1755)
- 21. August: Johann Julius Walbaum, deutscher Arzt, Naturforscher, Zoologe und Taxonom (* 1724)
- 22. August: Marie Jean François Philibert Lecarlier, französischer Kommissar in der Helvetischen Republik (* 1752)
- 22. August: Gotthilf Friedemann Löber, deutscher evangelischer Geistlicher und Pädagoge (* 1722)
- 23. August: Simon Louis du Ry, Hessen-Kasseler Oberhofbaumeister und Architekt (* 1726)
- 25. August: John Arnold, britischer Uhrmacher und Erfinder (* 1736)
- 29. August: Giovanni Angelo Graf Braschi, unter dem Namen Pius VI. Papst (* 1717)
- 31. August: Nicolas-Henri Jardin, französischer Architekt (* 1720)

### September bis Dezember
- 02. September: Johan Gerhards von Angelbek, deutscher Anwalt und Kolonialbeamter (* 1727)
- 07. September: Jan Ingenhousz, niederländischer Arzt und Botaniker (* 1730)
- 11. September: Johann Samuel Adler, preußischer Beamter (* 1738)
- 25. September: Johann Konrad Friedrich von Hotze, österreichischer General (* 1739)
- 05. Oktober: Johann Wilhelm Cramer, Violinist und Dirigent (* 1746)
- 06. Oktober: William Withering, britischer Mediziner und Botaniker (* 1741)
- 14. Oktober: Johann Wendler, deutscher Buchhändler, Verleger und Stifter (* 1713)
- 17. Oktober: Johann Georg Schlosser, deutscher Jurist, Staatsmann und Übersetzer (* 1739)
- 23. Oktober: József Graf Batthyány, ungarischer Prälat (* 1727)
- 23. Oktober: William Paca, Delegierter von Maryland im Kontinentalkongress (* 1740)
- 24. Oktober: Carl Ditters von Dittersdorf, österreichischer Komponist (* 1739)
- 05. November: Ernst Christoph Friedrich von Auer, preußischer Kriegs- und Domänenrat (* 1763)
- 09. November: Juliane von Hessen-Philippsthal, Regentin von Schaumburg-Lippe (* 1761)
- 10. November: Johann Christian Brandes, deutscher Schauspieler und dramatischer Dichter (* 1735)
- 12. November: Frans Casper Snitger, niederländischer Orgelbauer (* 1724)
- 03. Dezember: Niklaus Friedrich von Steiger, letzter Schultheiss des alten Bern (* 1729)
- 06. Dezember: Joseph Black, schottischer Physiker und Chemiker (* 1728)
- 09. Dezember: Bartolomeo Cavaceppi, italienischer Bildhauer und Restaurator (* 1715/17)
- 10. Dezember: Alexander von Knobelsdorff, preußischer Generalfeldmarschall (* 1723)
- 12. Dezember: Franz Xaver Duschek, tschechischer Komponist, Cembalist, Pianist (* 1731)

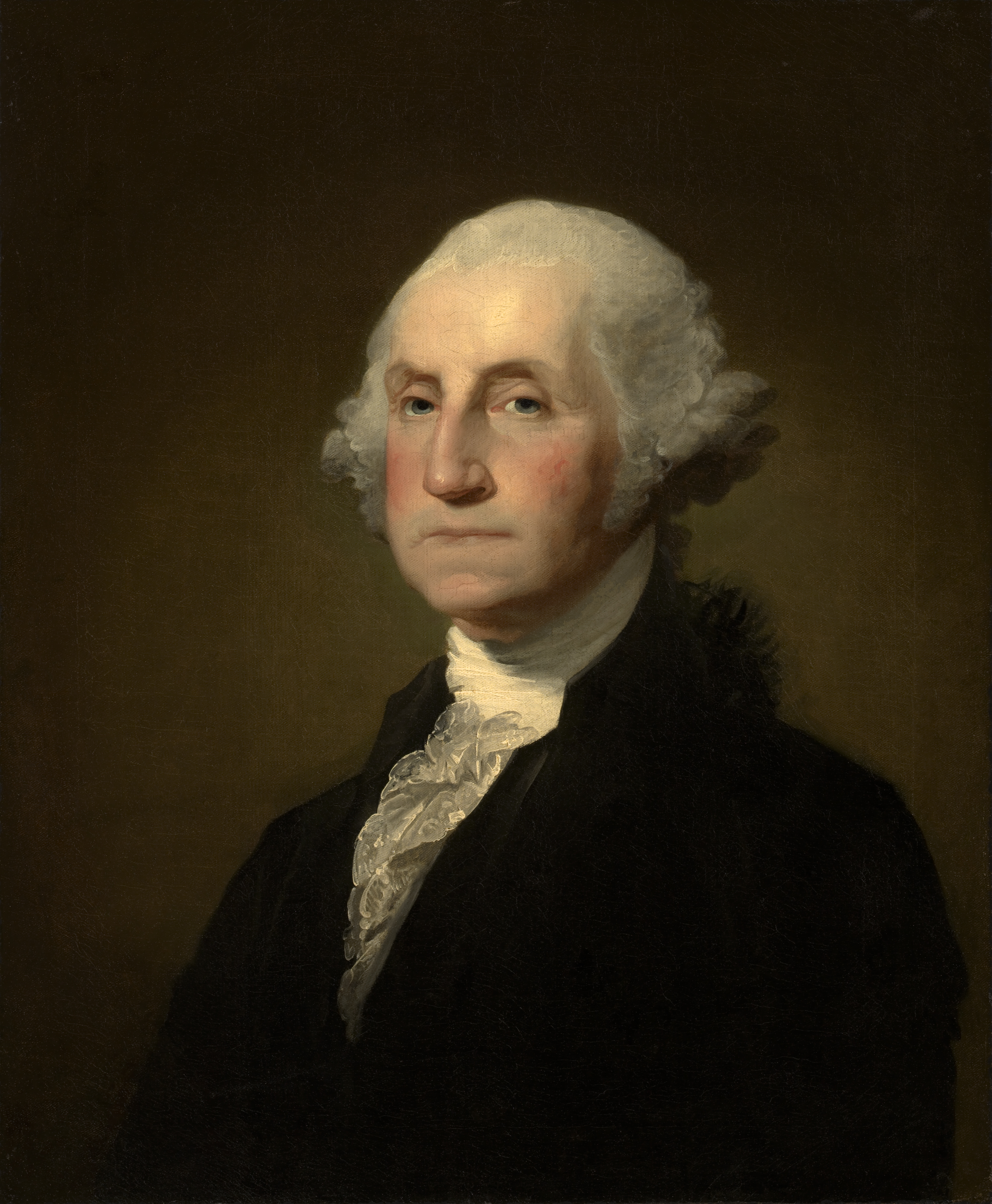
George Washington

- 14. Dezember: George Washington, US-amerikanischer Politiker, 1. Präsident der USA (* 1732)
- 15. Dezember: Mathias Obermayr, deutscher Bildhauer und Stuckateur (* 1720)
- 17. Dezember: John Habersham, US-amerikanischer Politiker (* 1754)
- 31. Dezember: Louis Jean-Marie Daubenton, französischer Naturforscher (* 1716)

### Genaues Todesdatum unbekannt
- Matthew Quintal, britischer Seemann und Meuterer auf der Bounty, (* 1766)
- Padre Sojo, venezolanischer Priester und Musikpädagoge (* 1739)